# Tianmu Shan
Tianmu Shan är en bergskedja i Kina. Den ligger i den östra delen av landet, 1 100 km söder om huvudstaden Peking.